# Henri Casadesus
Henri-Gustave Casadesus (Parigi, 30 settembre 1879 – Parigi, 31 maggio 1947) è stato un violista, compositore e violista d'amore francese, fratello di Marius Casadesus, zio del famoso pianista Robert Casadesus e prozio di Jean Casadesus. Egli fondò la Société des Instruments Anciens con Camille Saint-Saëns nel 1901.  La società, che operò tra il 1901 ed il 1939, fu un quintetto di esecutori che suonavano degli strumenti antichi come la viola da gamba, o lo strumento stesso di Henri, la viola d'amore.

## Biografia
Il quintetto si dedicò alla riscoperta di opere di musicisti del passato non più eseguite da secoli. Si scoprì poi che diversi pezzi attribuiti a famosi musicisti del passato erano invece composizioni di Marius Casadesus. L'Adélaïde Concerto, da loro attribuito a Wolfgang Amadeus Mozart, si scoprì poi che era stato scritto da Marius, anche se erroneamente attribuito al fratello Henri.
Comunque, si dice che Henri sia il compositore del Concerto in re maggiore per Viola attribuito a Carl Philipp Emanuel Bach, descritto da Rachel W. Wade nell'appendice B del suo Keyboard Concertos of Carl Philipp Emanuel Bach. Questo concerto apparve nel 1911 in una edizione russa, presumibilmente "trascritta...per piccola orchestra da Maximilian Steinberg," e venne poi eseguita da direttori come Darius Milhaud e Serge Koussevitsky, e registrata da Felix Prohaska e Eugene Ormandy. Nel 1981, Wade scrisse: "al giorno d'oggi, il più eseguito concerto di C.P.E. Bach non è stato scritto la lui."
Henri è anche accreditato di un concerto di Händel e di un concerto di J.C. Bach, entrambi per viola. Questi vengono oggi adoperati nell'insegnamento del metodo suzuki per la viola e vengono detti Concerto Händel/Casadesus e Concerto J.C. Bach/Casadesus.  Studi recenti di musicologi hanno confermato che detti concerti sono stati scritti da Henri Casadesus nello stile dei compositori ai quali erano stati attribuiti.